# Platero y Tú
Platero y Tú va ser un grup basc de rock and roll format a finals de la dècada de 1980 i dissolt el 2001. Té influències de grups com Leño, AC/DC o Status quo, i guitarristes com John Fogerty de Creedence Clearwater Revival, allunyant-se del rock radical basc que triomfava en el moment de la creació de la banda. Les seves cançons parlen de temes de bars, drogues i amors. Deu el seu nom a la famosa obra de Juan Ramón Jiménez Platero y yo, encara que en el moment de posar el nom cap dels membres s'havia llegit el llibre.

## Components
- Fito Cabrales, Fito: Vocalista i guitarra.
- Iñaki Antón, Uoho: Guitarra.
- Juantxu Olano, Mongol: Baix.
- Jesús García, Maguila: Bateria.

## Història
Platero y Tú es va formar a Bilbao a la fi de la dècada de 1980. Juantxu i Uoho van començar tocant en un grup anomenat Qué amb el qual es va gravar una maqueta de quatre temes. Després de la dissolució d'aquesta, van començar a assajar junts i Maguila es va unir més tard als assajos com a bateria. Un dia Juantxu va convidar a Fito al desembre de 1989, veí seu, al local per veure un dels assajos, i aquest va acabar entrant a formar part del grup com a veu i guitarra. El primer concert de la banda va ser com a grup convidat d'un concurs de rock en Plentzia (Biscaia) el 17 de febrer de 1990.
Amb els diners de les seves primeres actuacions graven en els estudis Arion de Pamplona la seva primera maqueta al juliol de 1990, i van prendre el nom de Platero y Tú que més tard seria el definitiu. La maqueta, a la que van anomenar Burrock'n roll, es va editar aquest mateix any amb molt poques còpies i ara és una veritable peça de col·leccionista.
En 1991 la productora barcelonina Welcome Records es posa en contacte amb ells per gravar el seu primer disc, Voy a acabar borracho, als estudis Lin; encara que la promoció del disc no va ser prou bona i amb prou feines van ser coneguts fora de Bilbao. Així i tot els va valer perquè els coneguessin uns observadors de la multinacional DRO, que va reeditar Burrock`n Roll en 1992 com el seu segon àlbum, reconfigurant la llista de cançons i millorant la producció.
Aquest mateix any, entre febrer i març de 1992 van gravar el seu tercer disc, Muy deficiente, amb alguns dels temes que es farien clàssics en els concerts de la banda, com "El roce de tu cuerpo". A més compten amb la col·laboració de Rosendo en el tema "Sin solución". Amb aquest disc fan una gira que ronda el centenar de concerts.
El seu quart disc, Vamos tirando fou gravat als estudis Box i veu la llum en 1993, i que els va donar projecció a nivell nacional. Aquest disc compta amb una versió del grup Hertzainak, "R&R Batzokian", així com un tema gravat en directe, "Mírame". També aquest any editaren En directo a todo gas un disc en viu junt amb dues bandes més, Zer Bizio? y Sedientos.
Encara a disc per any, en 1994 graven el cinquè, Hay poco rock & roll, novament amb DRO als estudis Box, on hi col·laboren Robe i Evaristo en la cançó "Juliette". Amb Hay poco rock & roll aconsegueixen el seu primer disc d'or a Espanya en superar les 50.000 còpies venudes, i fet i fet acabaria aconseguint el disc de platí. El reconeixement de la banda es nota en passar de tocar en sales petites per fer-ho en algunes de major aforament. En aquest àlbum és clar la recrudescència del so, segurament influenciats per les crítiques que els acusaven de 'refinar-se' en el seu anterior treball, tornant aquí al so més directe de la seva primera època.
Els anys 1995 i 1996 els passen de gira donant concerts i gravant el seu sisè àlbum, aquesta vegada en viu, al que van anomenar A pelo, un èxit de vendes amb el qual van aconseguir un altre disc d'or, i amb el qual es va editar un VHS amb imatges dels concerts. A partir de l'estiu de 1996 va començar la gira conjunta amb Extremoduro en la qual s'alternaven en l'escenari, tocaven junts, i uns i uns altres versionaban cançons de tots dos grups, i que va servir com a presentació del disc. Entre altres actuacions, van estar en la primera edició del festival Viñarock, a Villarrobledo (província d'Albacete), i van acabar la gira en el Palau dels Esports de Madrid amb dues actuacions. L'èxit de la banda va portar a la productora a remasterizar de nou el seu primer àlbum per donar-li una rentada de cara, i se'ls pot considerar ja una banda consolidada a nivell nacional. També treuen el CD promocional: "Cantalojas" amb quatre temes gravats en directe el 2 d'octubre de 1996 en la sala Sol de Madrid amb la col·laboració de Cadena 100.
Amb el seu setè disc, 7 (1997) es nota un canvi profund en les cançons de Platero, ara més madures tant musicalment com en les seves lletres, i allunyant-se una mica del rock dels inicis, la qual cosa va ser criticat per alguns dels seus seguidors. Torna a participar Robe, aquesta vegada en el tema "Si miro a las nubes", i novament aconsegueixen el disc d'or. 7 marca un punt d'inflexió en la història del grup i els seus components s'embarquen en altres projectes: Fito grava el seu primer disc amb Fito & Fitipaldis i Uoho comença a col·laborar més activament amb Extremoduro.
En 2000 graven el seu vuitè i últim disc, Correos, gravat a 'La Casa de Iñaki', i novament amb la col·laboració de Robe a "Humo de mis pies". Igual que en els últims aconsegueixen el disc d'or i aquesta vegada la promoció del disc va arribar a la televisió. Durant la gira es va publicar l'àlbum Poesía básica sota el nom de Extrechinato y Tú, projecte que Fito i Uoho havien ideat al costat de Robe i Manolo Chinato cinc anys abans del seu llançament. L'agost de 2001, donen un dels seus últims concerts com a Platero y Tú a les festes de Bilbao amb Marea de teloners. Es calcula que aquesta nit van estar a la Plaça del Gas prop de 13.000 persones. El seu últim concert va ser a Madrid el dissabte 27 d'octubre de 2001 a la sala La Riviera de Madrid, on van acabar la gira '01. A l'any següent, Fito va oferir una entrevista davant la premsa en la qual va confirmar que abandonava Platero i Tu, i com a conseqüència, es va dissoldre la banda.

## Dissolució
A partir de la dissolució en 2001, Fito continua gravant com Fito & Fitipaldis, Uoho passa a formar part de Extremoduro definitivament, alternant amb la seva tasca com a productor de molts altres grups, mentre que Mongol i Maguila formen La Gripe, grup que fins ara ha editat dos compactes. El 2002 editen el primer volum del recopilatori Hay poco rock and roll i el 2005 tanquen amb el segon volum. El 2007, Uoho s'embarca en un nou projecte : Inconscientes, grup que ha tret un disc en l'absència de Robe i ha creat al costat del vocalista d'Extremoduro la discogràfica Muxik.

## Discografia
- Burrock'n roll, MC, (1990), Arion. Reeditat en LP i CD per DRO en 1992.
- Voy a acabar borracho, LP, (1991), Welcome Records. Reeditat en CD per DRO en 1996.
- Muy deficiente, LP y CD, (1992), DRO.
- Vamos tirando, LP y CD, (1993), DRO.
- Hay poco rock & roll, CD, MC i LP, (1994), DRO.
- A pelo, en viu, 2 CDs y MC, (1996), DRO. Edició 1 cd en 1997.
- 7, CD, LP i MC, (1997), DRO.
- Correos, CD, (2000), DRO.
- Hay mucho rock'n roll, Volum I, CD, (2002) i Volum II, CD, (2005), DRO.
- Colección Definitiva: 25 Años, 2 CDs, (2016), DRO.